# Морейра-де-Конегуш
Морейра-де-Конегуш (порт. Moreira de Cónegos; МФА: [mu.ˈɾɐj.ɾɐ dɨ ˈkɔ.nɨ.guʃ]) — парафія в Португалії, у муніципалітеті Гімарайнш. Розташована в північно-західній частині країни, на теренах історичної португальської провінції Дору-Міню. Входить до складу округу Брага. За адміністративним поділом, чинним до 1976 року, терени парафії були складовою провінції Міню. Належить до Бразької архідіоцезії Католицької церкви. Патрон — святий Пелагій. Площа — 4,7247 км². Населення — 4853 ос. (2011). Сильно урбанізований регіон. Густота населення — 1027,16 осіб/км²
. Код — 030831.

## Населення
| Кількість мешканців | Кількість мешканців | Кількість мешканців | Кількість мешканців | Кількість мешканців | Кількість мешканців | Кількість мешканців | Кількість мешканців | Кількість мешканців | Кількість мешканців | Кількість мешканців | Кількість мешканців | Кількість мешканців | Кількість мешканців | Кількість мешканців |
| ------------------- | ------------------- | ------------------- | ------------------- | ------------------- | ------------------- | ------------------- | ------------------- | ------------------- | ------------------- | ------------------- | ------------------- | ------------------- | ------------------- | ------------------- |
| 1864                | 1878                | 1890                | 1900                | 1911                | 1920                | 1930                | 1940                | 1950                | 1960                | 1970                | 1981                | 1991                | 2001                | 2011                |
| 867                 | 798                 | 931                 | 964                 | 1 122               | 1 087               | 1 604               | 2 269               | 2 794               | 3 721               | 4 160               | 5 462               | 5 994               | 5 828               | 4 853               |